# عقلة صقر الكبيسي
عگلة أو عقلة عبد صقر داود الكبيسي كان سياسيا عراقيا وعضوا في القيادة القطرية لحزب البعث العربي الاشتراكي، وكان مسؤولا عن تنظيمات محافظة ميسان.
ولد في كبيسة بمحافظة الأنبار سنة 1944.
ورد اسمه ضمن قائمة العراقيين المطلوبين لدى الولايات المتحدة، وظهر ضمن مجموعة أوراق اللعب لأهم المطلوبين العراقيين، فألقي القبض عليه في 20 أيار/مايو 2003
قضت المحكمة الجنائية العليا بالإفراج عنهُ فيما يعرف بقضية أحداث صلاة الجمعة لعام 1999.
أطلق سراحه في شهر نيسان من عام 2012.
في عام 2017، أقر مجلس النواب العراقي قانونا ينص على مصادرة الأموال المنقولة وغير المنقولة لكل من صدام حسين وزوجاته وأولاده وأحفاده وأقربائه حتى الدرجة الثانية ووكلائهم ومصادرة أموال قائمة من 52 من أركان النظام السابق، كان من بينهم عقلة صقر الكبيسي.
بعد وفاة عزة الدوري، أعلنت مصادر في 28 تشرين الأول 2020 عن شغل عقلة الكبيسي منصب أمين سر قيادة قطر العراق لحزب البعث العربي الاشتراكي في العراق، غيرَ أن منافسَه صباراً المشهداني صار هو أمين السرّ مؤقتاً بتأييد من القيادة القومية.